# Filozofia życia
Filozofia życia (Lebensphilosophie, Philosophie des Lebens) – w rozumieniu współczesnym jest określeniem, którego horyzont historyczny obejmuje szereg zjawisk z dziedziny samej filozofii, ale także związanej z nią sztuki i literatury okresu od schyłku XVIII do początku XX wieku.
Podwaliny filozofii życia założyli Fryderyk Nietzsche i Wilhelm Dilthey w Niemczech oraz Henri Bergson we Francji. Jako terminus novus w filozofii przełomu XVIII i XIX wieku bywał kojarzony z pracami Karla Phillippa Moritza, Beiträge zur Philosophie des Lebens (Przyczynki do filozofii życia, 2 wyd. w 1781 roku), G.B. von Schiracha, Über die moralische Schönheit und Philosophie des Lebens (O pięknie moralnym i filozofii życia, 1772), ponadto z wydawanym od 1790 roku czasopismem Magazin der Philosophie des Lebens oraz rozprawą Friedricha Schlegla (1772–1829), zatytułowaną Vorlesungen einer Philosophie des Lebens (1827). Jako osobliwy nurt rozważań o charakterze antropologicznym łączył się z twórczością literacką i filozoficzną, m.in. Johanna Hamanna (1730–1788), Johanna Herdera (1744–1803), a także Friedricha Jacobiego (1743–1819), Johanna Wolfganga Goethego (1749–1832), Novalisa (Friedricha von Hardenberga, 1772–1801) czy Friedricha Schellinga (1775–1854).
Znamienne dla romantycznej filozofii życia były także wczesne idee Georga Wilhelma Hegla (1770–1831). Okres ten poza bogactwem form charakteryzował się również ewolucją dotychczasowego rozumienia filozofii życia. Obok tradycyjnego, praktycznego zadania, coraz częściej stawała się ona formułą myślenia zmierzającą do krytyki i oceny samej filozofii, kojarzonej dotąd z typowo oświeceniowym poznaniem: tzn. racjonalnym, systemowym, uwarunkowanym głównie przez czynniki formalne i zmierzającym do odkrycia i wyrażenia ostatecznej prawdy bytu (natury). W opozycji do niego i na rozmaite sposoby zwolennicy filozofii życia usiłowali się przeciwstawić apodyktycznemu racjonalizmowi, teoretyzmowi, uniwersalizmowi myślenia jako wyróżnikom postawy wypaczającej właściwy sens doświadczenia życia. Negując lub uznając za problematyczną prawdziwość tak osiągniętej wiedzy filozoficznej, poszukiwali zupełnie nowego fundamentu myślenia i działania. Celem i zarazem zasadniczym problematem było m.in. zniesienie antynomii między teoretycznym a praktycznym wymiarem istnienia, między wiedzą stricte filozoficzną a światopoglądem, między uniwersalnością tez filozoficznych a indywidualnym wymiarem egzystencji i przekonań człowieka czy wreszcie między sferą wewnętrzną a otaczającym człowieka światem.
Osobliwym łącznikiem romantycznej i późniejszej filozofii życia jest twórczość Artura Schopenhauera (1788–1860). Charakterystyczny dla niej dystans wobec tego, co racjonalne i ugruntowane przez idealizm przełomu XVIII i XIX wieku, staje się fundamentem pesymistycznej, irracjonalnej w swym nastawieniu metafizyki woli i jej oddziaływania na kolejne pokolenie filozofów życia.
W drugiej połowie XIX i na początku XX wieku (zwykle za ramy tego okresu przyjmuje się lata 1870–1920) rozwinęły się nowe odmiany filozofii życia, reprezentowane m.in. przez Wilhelma Diltheya (1833–1911), Friedricha Nietzschego (1844–1900), Rudolfa Euckena (1846–1926), Georga Simmla (1858–1918), Henriego Bergsona (1859–1941), Ludwiga Klagesa (1872–1956) czy Oswalda Spenglera (1880–1936). Niekiedy za współtwórcę jednej z odmian nurtu uznaje się także Williama Jamesa (1842–1910). Częściową kontynuacją zapoczątkowanych przez nich idei stał się z czasem egzystencjalizm Karla Jaspersa (1883–1969) i Martina Heideggera (1889–1976) czy racjowitalizm i perspektywizm José Ortegi y Gasseta (1883–1955). Filozofia życia pozostaje nazwą prądu intelektualnego obecnego głównie w filozofii niemieckiej. Szereg poglądów współtworzących nurt filozofii życia stanowił podbudowę nowej, konkurencyjnej koncepcji filozofii, nowego sposobu filozofowania, w którym wyrażała się ogólna reorientacja w zakresie pojmowania jego źródeł, zasad i celów.
Nazwa „filozofia życia” pochodzi stąd, że kategoria życia jest w tym paradygmacie myślenia najważniejsza. Filozofia życia jest w dużej mierze krytyką innych teorii filozoficznych oraz całej kultury opartej na dotychczasowej filozofii. W przeciwieństwie do filozofii bytu zakładającej istnienie określonego porządku bytu (logosu), w którym człowiek może znaleźć swoje miejsce, filozofia życia widzi dysharmonię między człowiekiem i światem, uznając ten rozdźwięk za główny wyznacznik ludzkiego losu. Filozofowie życia odrzucają też pogląd na świat esencjalistów, oraz w odniesieniu do człowieka (uniwersalizm), tezę o wspólnej wszystkim ludziom naturze. Filozofowie życia są zwolennikami fenomenalizmu – nie można mówić o żadnej esencji ontologicznie różnej od tego, co istnieje, czyli egzystuje. Głoszą indywidualizm – przekonanie, że każdy człowiek jest bytem samoistnym. Zamiast o porządku świata filozofowie życia mówią o chaosie, zaś za najważniejszą dla bytu ludzkiego uznają zdolność do działania, spontaniczność i możliwości twórcze. Nauka nie daje zdaniem filozofów życia wiedzy pewnej i ostatecznej, różne teorie naukowe i koncepcje myślowe są formami światopoglądu ich twórców, świat nie daje się wyjaśnić, należy więc starać się go tylko zrozumieć, żaden sąd nie jest obiektywną prawdą, lecz naszą interpretacją.

## Literatura
po polsku
- O.F. Bollnow, Die Lebensphilosophie, Berlin Göttingen Heidelberg 1958;
- A. Kucner, Spór o racjonalność w obliczu argumentów filozofii życia
- Nietzsche, Dilthey, Bergson, „Humanistyka i Przyrodoznawstwo” 2006, nr 12 (fragmenty hasła w Wikipedii pochodzi z tego artykułu: zob. http://www.uwm.edu.pl/wydawnictwo/czasopisma/Humanistyka12.pdf);
- Z. Kuderowicz, Filozofia życia a Kant, w: Materiały z sesji kantowskiej, Warszawa 1976;
- Jurij Melwil: „Filozofia życia”. Fryderyk Nietzsche. W: Krótki zarys historii filozofii. Pod redakcją M.T. Jowczuka, T.I. Ojzermana, I.J. Szczipanowa. Przeł. Marian Drużkowski i in. Wyd. II, poprawione i uzupełnione. Warszawa: Książka i Wiedza, listopad 1969, s. 530–537. (pol.).
- F. Sawicki, Filozofia życia, Poznań 1946;
- H. Schnädelbach, Filozofia w Niemczech 1831-1933, Warszawa 1992;
- Z dziejów doktryn antypozytywistycznych, pod red. B. Skargi, Wrocław 1978.

w innych językach
- F. Fellmann, Lebensphilosophie. Elemente einer Theorie der Selbsterfahrung, Reinbek b. Hamburg 1993;
- G. Kühne-Bertram, Aus dem Leben zum Leben. Entstehung, Wesen und Bedeutung populärer Lebensphilosophen in der Geistesgeschichte des 19. Jahrhunderts, Frankfurt 1987;
- H.J. Lieber, Kulturkritik und Lebensphilosophie. Studien zur Deutschen Philosophie der Jahrhundertwende, Darmstadt 1974;
- G. Misch, Lebensphilosophie und Phänomenologie. Eine Auseinandersetzung der Diltheyschen Richtung mit Heidegger und Husserl, Bonn 1930 (zob. omówienie tej pracy w: Przewodnik po literaturze filozoficznej XX wieku, pod red. B. Skargi, t. 3, Warszawa 1995);
- H. Rickert, Philosophie des Lebens. Darstellung und Kritik der philosophischen Modeströmungen unserer Zeit, Tübingen 1920;
- A. Sendlinger A., Lebenspathos und Décadence um 1900. Studien zur Dialektik der Décadence und der Lebensphilosophie am Beispiel Eduard von Keyserlings und Georg Simmels, Frankfurt 1994;
- K.-H. Volkmann-Schluck, Leben und Denken. Interpretationen zur Philosophie Nietzsches, Frankfurt a.M. 1968;